# Museo Solar Intiñán
El Museo Solar Intiñán es un museo ubicado en la periferia de la ciudad de Quito, construido en el año 1989, alrededor de un par de chozas centenarias[cita requerida], y como una forma de rescatar la cultura de los pueblos equinocciales y de los indígenas Lulumbamba.[cita requerida]
El museo se encuentra a 200 metros de Ciudad Mitad del Mundo.
El padre del director del Museo Intiñán periodista y profesor Humberto Vera, quien fue el pionero en la investigación de los primeros astrónomos de América los Quitu Caras, sobre la Línea Equinoccial, y además quién propone y realiza la pintura de la línea roja ecuatorial, en el monumento ecuatorial construido en San Antonio de Pichincha en 1936, para dar a conocer la mitad del Mundo, y por consiguiente el país Ecuador. Estos documentos pueden ser consultados y revisados, previa cita, en las instalaciones del Museo de Sitio Intiñán.

## Etimología
"Inti ñan" proviene de las palabras quichua Inti (sol) y Ñan (camino). Por ende, Intiñán corresponde a las palabras "Camino del sol" en idioma español. fsdfl

## Que Atracciones nomas tiene
El museo cuenta con dos casas que recrean objetos costumbristas y un bosque totémico.

## Demostraciones no científicas
Ejemplos didácticos como el efecto Coriolis, el equilibrio de un huevo en la cabeza de un clavo y otros, son parte de los atractivos que buscan hacer sentir al visitante la experiencia de estar sobre la Latitud Cero.